# Prywatna Wyższa Szkoła Ochrony Środowiska w Radomiu
Prywatna Wyższa Szkoła Ochrony Środowiska – niepaństwowa szkoła wyższa w Radomiu, która została założona w 1993 roku przez Zofię Czempińską-Świtalską i Krzysztofa Ostrowskiego.
Kształcenie obejmuje zarówno pierwszy stopień (absolwenci otrzymują tytuł inżyniera lub licencjata) jak i drugi stopień nauczania (studia magisterskie). Ponadto prowadzone są studia podyplomowe. Podstawowym językiem wykładowym jest język polski, lecz niektóre wykłady odbywają się dodatkowo w języku angielskim. Uczelnia posiada trzy własne budynki na terenie Radomia, stację pomiarowo-badawczą w Gzówce, ośrodek dydaktyczno-rekreacyjny w Zakopanem oraz dom studenta w Jedlni Letnisko. Uczelnia kilkakrotnie uzyskiwała pozytywne oceny Państwowej Komisji Akredytacyjnej, posiada też certyfikat „Wiarygodna Szkoła”.
W roku akademickim 2006/2007 Prywatna Wyższa Szkoła Ochrony Środowiska kształciła około 2500 studentów. Liczba pracowników naukowo-dydaktycznych wynosiła 177, w tym kilkudziesięciu profesorów.
Wydawane jest dwujęzyczne, angielsko-polskie czasopismo Przegląd Naukowo-Dydaktyczny Prywatnej Wyższej Szkoły Ochrony Środowiska (Transactions of the University College of Environmental Sciences).
Prywatna Wyższa Szkoła Ochrony Środowiska posiada kontakty z kilkoma uczelniami za granicą, m.in. z najstarszym na świecie Uniwersytetem w Bolonii, Uniwersytetem w Innsbrucku, Państwowym Uniwersytetem w Tomsku. Posiada również porozumienie z władzami miasta Wiednia, gdzie odbywają się terenowe zajęcia szkoleniowe dla studentów na poziomie magisterskim.
Uczelnia przystąpiła do systemu uniwersytetów Magna Charta Universitatum.

## Wydziały i kierunki kształcenia
Początkowo była to uczelnia jednowydziałowa, obecnie kształci studentów na czterech kierunkach pierwszego i drugiego stopnia prowadzonych w ramach pięciu wydziałów, w tym dwóch zamiejscowych.
- Wydział Ochrony Środowiska
  - Ochrona środowiska
- Wydział Turystyki i Rekreacji
  - Turystyka i Rekreacja
- Wydział Inżynierii Bezpieczeństwa, Higieny Pracy i Logistyki
  - Bezpieczeństwo i higiena pracy
  - Inżynieria bezpieczeństwa
- Wydział Zamiejscowy Ochrony Środowiska w Miechowie
- Wydział Zamiejscowy Turystyki i Rekreacji w Zakopanem

## Władze uczelni
(stan z czerwca 2007)
- Senat
- Rektor: Anatol Peretiatkowicz
- Prorektor ds. dydaktycznych: Zofia Czempińska-Świtalska
- Prorektor ds. naukowych, współpracy z zagranicą i wydawnictw: Mariusz R. Sławomirski